# Gustave Kerker
Gustave Adolph Kerker (geboren: Gustav Adolph Kerker) (Herford, 28 februari 1857 – New York, 29 juni 1923) was een Duitse componist, dirigent en cellist. Hij maakte zijn muzikale carrière vooral in Londen en in de Verenigde Staten en werd later artistiek directeur voor Broadway theaterproducties en schreef muziek voor een hele reeks van musicals.

## Levensloop
Kerker kreeg al op zevenjarige leeftijd celloles. Toen hij 10 jaar was emigreerden zijn ouders met hem naar de Verenigde Staten en vestigden zich in Louisville. Aan zijn eerste voornaam werd een amerikaniserende e toegevoegd. Al spoedig werd men in zijn nieuwe omgeving attent op zijn muzikaal talent; hij werd na korte tijd cellist in het orkest van de lokale "Duitse opera". Op 16-jarige leeftijd dirigeert hij de opera Der Freischütz van Carl Maria von Weber. Hij dirigeerde verschillende orkesten en harmonieorkesten in de regio. Al spoedig begon hij ook te componeren en in 1879 ging zijn eerste operette Cadets in première waarmee hij - zij het met een bescheiden succes - door het Zuiden van de Verenigde Staten toerde.
In verschillende steden doet hij ervaring op met het repertoire en op advies van Broadway producent Edward E. Rice vertrekt hij naar New York en wordt daar dirigent van het nieuw geopende "Bijou Theatre". In het begin arrangeert en adapteert hij werken van andere componisten en vermengd het met eigen muziek. In 1888 wordt hij dirigent van het "Casino Theatre", destijds een van de belangrijkste Broadway theaters. Zijn naam verschijnt zowel in dit theater alsook in andere theaters als componist van bijvoorbeeld The Pearl of Pekin (1888), Castles in the Air (1890) en Venus (1890). Hij schreef rond 30 musicals voor theaters aan Broadway. De musical The Belle of New York, die op 28 september 1897 in première ging bracht het in New York tot 64 uitvoeringen, en in het Shaftesbury Theatre in Londen zelfs tot 697 voorstellingen.
In 1914 behoorde Kerker tot de oprichters van de American Society of Composers, Authors and Publishers (ASCAP).

## Composities

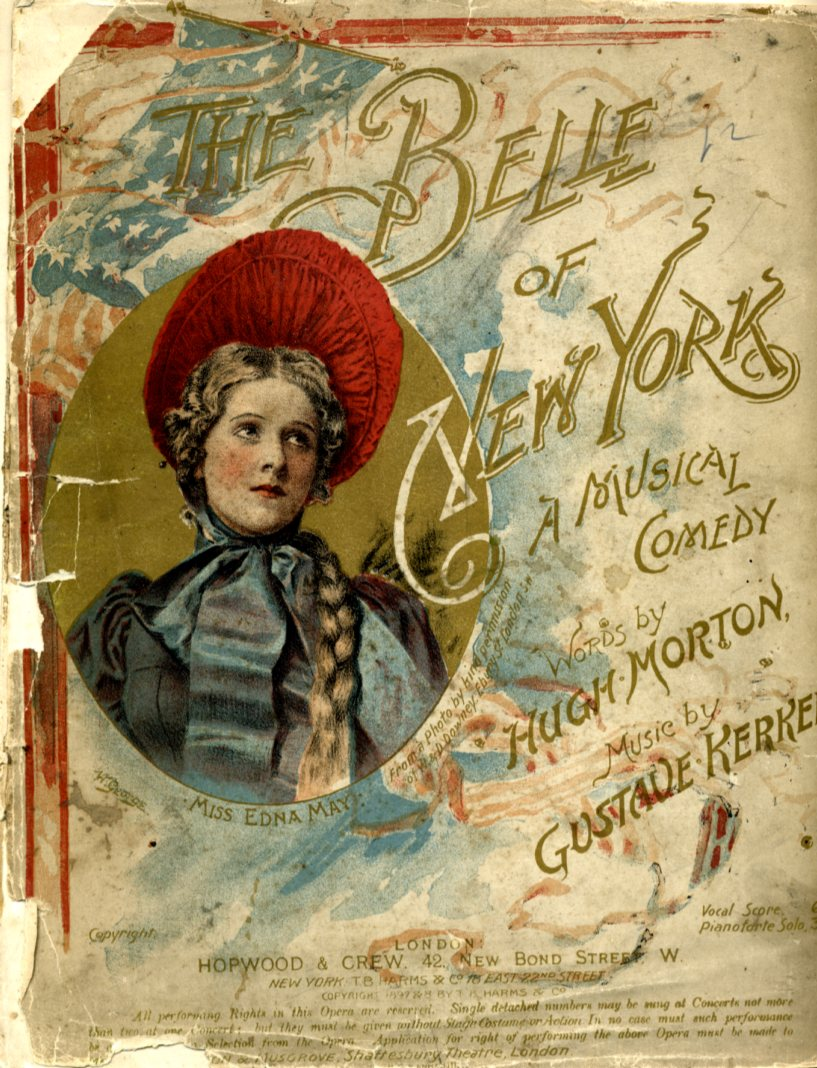
Titelpagina van de zangstem voor het musical "The Belle of New York"

### Werken voor orkest
- - Selection from the musical comedy "The belle of New York", voor orkest - bewerkt door Charles Godfrey

### Werken voor harmonieorkest
- 1897: - The Thelephone Girl, selectie uit het musical voor harmonieorkest
- 1898: - Lied uit het musical "The Thelephone Girl", voor zangstem en harmonieorkest - bewerkt door Theodore Moses Tobani; Louis-Philippe Laurendeau (1898)
- 1906: - The Belle of New York, selectie voor harmonieorkest - bewerkt door G.H. Reeves
- 1906: - Wals uit het musical "The Belle of New York", voor harmonieorkest - bewerkt door G.H. Reeves
- - Marsch, voor harmonieorkest
- - Pulverfaß-Walzer uit de operette "Die oberen Zehntausend", voor harmonieorkest

### Muziektheater

#### Opera's[5]
| Voltooid in | titel                                                | aktes                 | première                                                                                      | libretto                             |
| ----------- | ---------------------------------------------------- | --------------------- | --------------------------------------------------------------------------------------------- | ------------------------------------ |
| 1890        | Castles in the Air                                   | 3 bedrijven           | 5 mei 1890, New York, Broadway Theatre                                                        | Charles Alfred Byrne                 |
| 1894        | Prince Kam or A Trip to Venus                        | 2 bedrijven, 7 scènes | 29 januari 1894, New York, Casino Theatre                                                     | Charles Alfred Byrne, Louis Harrison |
| 1894        | Little Christopher Columbus (samen met: Ivan Caryll) | 3 bedrijven           | 15 oktober 1894, New York, Garden Theatre; vanaf 20 mei 1895 naar Palmer's Theatre verplaatst | George R. Simms, Cecil Raleigh       |
| 1895        | Kismet or Two Tangled Turks                          | 2 bedrijven           | 12 augustus 1895, New York, Herald Square Theatre                                             | Richard F. Carroll                   |
| 1904        | Burning to Sing, or Singing to Burn                  | 1 akte                |                                                                                               | Robert Hubberthorne Burnside         |

#### Operettes[5]
| Voltooid in | titel                  | aktes       | première                                  | libretto                                      |
| ----------- | ---------------------- | ----------- | ----------------------------------------- | --------------------------------------------- |
| 1879        | The Cadets             | 3 bedrijven |                                           |                                               |
| 1888        | The Pearl of Pekin     | 3 bedrijven | 19 maart 1888, New York, Bijou Theatre    | Charles Alfred Byrne                          |
| 1896        | The Lady Slavey        | 2 bedrijven | 3 februari 1896, New York, Casino Theatre | George Dance; verdere teksten van Hugh Morton |
| 1909        | Die oberen Zehntausend | 3 bedrijven | 23 april 1909, Berlijn, Metropoltheater   | Julius Freund                                 |
| 1910        | Schneeglöckchen        | 3 bedrijven | 1910, Wenen                               | Alfred Maria Willner, Julius Wilhelm          |

#### Musicals[5]
| Voltooid in | titel                                                                                             | uitvoeringen                | première                                                                                           | libretto | verdere liedteksten                                | choreografie      |
| ----------- | ------------------------------------------------------------------------------------------------- | --------------------------- | -------------------------------------------------------------------------------------------------- | --- | -------------------------------------------------- | ----------------- |
| 1896        | An American Beauty                                                                                | 72                          | 28 december 1896, New York, Casino Theatre                                                         | Hugh Morton |                                                    |                   |
| 1897        | The Belle of New York                                                                             | 64 (New York); 697 (Londen) | 28 september 1897, New York, Casino Theatre; 12 april 1898, Londen, Shaftesbury Theatre            | Hugh Morton |                                                    | Augusto Francioli |
| 1897        | The Telephone Girl                                                                                | 128                         | 27 december 1897, New York, Casino Theatre                                                         | Hugh Morton, geadapteerd van La demoiselle du teléphone van Maurice Désvallières, Anthony Mars en Gaston Serpette |                                                    |                   |
| 1899        | The Man in the Moon; rev. als: The Man in the Moon Jnr.                                           | 192                         | 24 april 1899, New York, New York Theatre; rev. versie: 3 oktober 1899                             | Louis Harrison, Stanislaus Strange                                                                                |                                                    | Carl Marwig       |
| 1900        | The Girl From Up There                                                                            | 96                          | 7 januari 1901, New York, Herald Square Theatre                                                    | Hugh Morton | Hugh Morton                                        |                   |
| 1902        | The Billionaire                                                                                   | 104                         | 29 december 1902, New York, Daly's Theatre                                                         | Harry B. Smith | Harry B. Smith                                     | Ned Wayburn       |
| 1902-1903   | The Blonde in Black                                                                               | 35                          | 8 juni 1903, New York, Knickerbocker Theatre                                                       | Harry B. Smith | Harry B. Smith                                     | Carl Marwig       |
| 1903        | Winsome Winnie; samen met: Harry Paulton, Gus Edwards, Dick Temple                                | 56                          | 1 december 1903, New York, Casino Theatre                                                          | Edward Jakabowski                                                                                                 | Frederic Ranken, Ed Jacobowski                     |                   |
| 1905        | The Sambo Girl                                                                                    | 16                          | 16 oktober 1905, New York, West End Theatre                                                        | Harry B. Smith | Harry B. Smith                                     |                   |
| 1906        | The Social Whirl                                                                                  | 195                         | 9 april 1906, New York, Casino Theatre                                                             | Charles Doty, Joseph W. Herbert                                                                                   | Joseph W. Herbert                                  |                   |
| 1906        | The Tourists                                                                                      | 124                         | 25 augustus 1906, New York, Majestic Theatre                                                       | Robert Hubberthorne Burnside                                                                                      | Robert Hubberthorne Burnside                       |                   |
| 1906        | The Great Decide ; samen met: A. Baldwin Sloane                                                   | 53                          | 15 november 1906, New York, Herald Square Theatre                                                  | Joseph W. Herbert, gebaseerd op het drama van William Vaughn Moody                                                | Joseph W. Herbert                                  |                   |
| 1907        | The White Hen                                                                                     | 94                          | 16 februari 1907, New York, Casino Theatre                                                         | Roderic C. Penfield                                                                                               | Roderic C. Penfield, Paul West                     |                   |
| 1907        | Fascinating Flora                                                                                 | 113                         | 20 mei 1907, New York, Casino Theatre                                                              | Robert Hubberthorne Burnside, Joseph W. Herbert                                                                   | Robert Hubberthorne Burnside                       | Jack Mason        |
| 1907        | The Lady From Lane's                                                                              | 47                          | 19 augustus 1907, New York, Lyric Theatre; vanaf 19 september 1907 verplaatst naar: Casino Theatre | George Broadhurst                                                                                                 | George Broadhurst                                  |                   |
| 1912        | Two Little Brides                                                                                 | 63                          | 23 april 1912, New York, Casino Theatre; van 3 juni 1912 verplaatst naar: Lyric Theatre            | Alfred Maria Willner, Julius Wilhelm; geadapteerd van Schneeglöckchen                                             | Arthur Anderson, James T. Powers, Harold Atteridge |                   |
| 1921        | The Whirl of New York; gebaseerd op "The Belle of New York"; samen met: Al Goodman en Lew Pollack | 124                         | 12 juni 1921, New York, Winter Gardens Theatre                                                     | Hugh Morton, Edward Smith                                                                                         | Hugh Morton, Edward Smith                          |                   |

#### Revue[5]
- 1896: - In Gay New York, in 3 bedrijven, 6 scènes - libretto: Hugh Morton - première: 28 mei 1896, New York, Casino Theatre
- 1897: - The Whirl of the Town, in 3 bedrijven, 7 scènes - libretto: Hugh Morton - première: 25 mei 1897, New York, Casino Theatre
- 1922: - Some Party, in 2 bedrijven - libretto: Robert Hubberthorne Burnside - première: 15 april 1922, New York, Jolson's 59th Street Theatre

#### Toneelmuziek[5]
- 1886: - Turned Up/Those Bells, klucht/komedie; burleske van Sydney Rosenfeld - première: 11 december 1886, New York, Bijou Theatre
- 1887: - The Skating Rink, klucht/komedie in 3 bedrijven (met andere auteurs) - naar een toneelstuk van Robert Griffin Morris - première: 28 februari 1887, New York, Bijou Opera House
- 1898: - Yankee Doodle Dandy, extravaganza in 2 bedrijven, 6 scènes - libretto: Hugh Morton - première: 25 juli 1898, New York, Casino Theatre
- - Oxygen, burleske in 2 bedrijven en 5 scènes
- - Little Jack Shepherd, melodrama

### Vocale muziek

#### Werken voor koor
- 1901: - I may be this, I may be that, voor zangstem(men), gemengd koor en piano
- - The law of Barataria, lied voor zangstem, gemengd koor en piano

#### Liederen
- 1897: - Molly has a naughty smile, voor zangstem en piano - tekst: Hugh Morton
- 1897: - Teach me how to kiss, dear uit het musical "The Belle of New York", voor zangstem en piano - tekst: Hugh Morton
- - She is the belle of New York, voor 2 tenoren, bariton, bas en piano - tekst: Hugh Morton

### Werken voor piano
- 1937: - Marsch
- 1937: - Potpourri